# Tipula curvata
Tipula curvata är en tvåvingeart som beskrevs av Günther Theischinger 1977. Tipula curvata ingår i släktet Tipula och familjen storharkrankar. Inga underarter finns listade i Catalogue of Life.